# Unterschneidhart
Unterschneidhart ist ein Gemeindeteil des Marktes Langquaid im niederbayerischen Landkreis Kelheim in Bayern.

## Lage
Das Dorf liegt ca. 4 km nördlich des Kernortes Langquaid an der am südlichen Ortsrand verlaufenden Kreisstraße KEH 26 und am Feckinger Bach. Ca. 1 km westlich verläuft die A 93.

## Geschichte
Mit dem bayerischen Gemeindeedikt wurde Unterschneidhart Teil der 1818 gegründeten Gemeinde Schneidhart.
Am 1. Januar 1978 wurde diese im Zuge der Gemeindegebietsreform nach Langquaid eingegliedert.

## Baudenkmäler
In der Liste der Baudenkmäler in Langquaid ist für Unterschneidhart ein Baudenkmal aufgeführt:
- Beim Denkstein zum Andenken an die heilige Ottilia („Im Elend“; an der Kreisstraße KEH 26, am Weg nach Mitterschneidhart) handelt es sich um ein neugotisches Steinrelief, bezeichnet „1935“ (vermutlich Zweitverwendung), mit bildstockartigem Aufbau. Dazu gehört eine spitzbogige Blendarkade mit Inschriftfeld und ein dreistufiger Abschluss mit Kreuzbekrönung.